# Anna Dogonadze
Anna-Alexandra Dogonadze (Mtscheta, 15 februari 1973) is een Duitse trampolineturnster van Georgische afkomst. Ze vertegenwoordigde haar land van 1992 tot 1997. Ze huwde in 1995 met haar vroegere coach, de Duitser Axel Lilkendey (ze zouden later scheiden) en in 1998 verkreeg ze de Duitse nationaliteit. Ze nam viermaal deel aan Olympische Spelen en won eenmaal goud, op de Spelen van 2004. Na de Spelen van 2012 stopte ze met de competitiesport. Anna woont in Bad Kreuznach en is beroepshalve sportlerares.

## Palmares

### Olympische Spelen
- 2000: 8e
- 2004:
- 2008: 8e
- 2012: 12e

### Wereldkampioenschappen
- 1998:  synchroon met Tina Ludwig,  individueel
- 1999:  individueel,  synchroon met Tina Ludwig, 4e team
- 2001:  individueel,  synchroon met Tina Ludwig,  team
- 2003:  individueel,  synchroon met Jessica Simon
- 2005:  individueel,  synchroon met Jessica Simon, 5e team
- 2007: 5e individueel
- 2010: 7e individueel,  synchroon met Carina Baumgartner
- 2011: 6e individueel,  synchroon met Jessica Simon, 5e team

- Gemeinsame Normdatei: 1034707698
- International Standard Name Identifier: 0000 0004 0951 1982
- Virtual International Authority File: 303342476

2000: Irina Karavajeva ·
2004: Anna Dogonadze ·
2008: He Wenna · 
2012: Rosannagh MacLennan · 
2016: Rosannagh MacLennan · 
2020: Zhu Xueying · 
2024: Bryony Page